# Edmunditen
Die Gesellschaft der Edmunditen (lat.: Societas Patrum Sancti Edmundi, Ordenskürzel: SSE) ist eine römisch-katholische Gesellschaft des apostolischen Lebens von Männern.
Die Edmunditen wurde 1852 durch den französischen Benediktiner Jean-Baptiste Muard in Pontigny im Département Yonne gegründet. Namensgeber ist der katholische Theologe, Philosoph und Heilige Edmund Rich von Abingdon, Erzbischof von Canterbury.
1889 flohen viele Ordensmitglieder aufgrund der antiklerikalen Entwicklung in Frankreich zunächst in das französischsprechende Québec und später in den damals französischsprechenden Teil im nördlichen Vermont, in Winooski Park. Dort bauten sie 1904 das Saint Michael’s College in Colchester auf.
Die Gesellschaft hat Niederlassungen in den Vereinigten Staaten, Frankreich und Venezuela. Generalsuperior ist Michael Cronogue SSE.